# マット・ギタウ
マット・ギタウ(Matt Giteau、1982年9月29日 - )は、オーストラリア元ラグビーユニオン選手である。ユーティリティーバックスであり、センター、スクラムハーフ、フライハーフなどのポジションができる。

## キャリア
2001年にスーパーラグビーのブランビーズでスーパーラグビーデビューを果たす。
2002年にはワラビーズデビューをトゥイッケナム・スタジアムでのイングランド戦で果たす。
2003年のワールドカップではナミビア戦でハットトリックを達成するなど全7戦中6戦に出場。特に決勝のイングランド戦では一時的な出血交代で下がったスティーブン・ラーカムの代わりに3度登場し、チームの準優勝に貢献した。
2004年ごろから代表チームでは主にセンターで活躍するようになる。2006年6月のイングランド代表の豪州遠征の代表スコッドに選ばれていたもののけがで出場はならず、2006トライネーションズのNZ・オールブラックス戦で復帰を果たす。
2007年からはスーパーラグビーのウェスタン・フォースに移籍し、同年のワールドカップの全5試合中4試合に出場し40得点 (3T8C3P)を挙げた。プールリーグでのフィジー戦で50キャップを獲得し、2トライを含む27得点で記念すべき試合を祝った。準々決勝のイングランド代表戦でけがで退きワラビーズもベスト8どまりだった。
2008年からは新たにヘッドコーチに就任したロビー・ディーンズの指名で、引退したスティーブン・ラーカムの後継としてフライハーフでの出場が主となる。
2010年からは再び古巣のブランビーズに復帰。
2011年には、ワールドカップ出場を目指すもシドニーでのサモア戦での敗北を最後に代表メンバーからは外れ出場を逃す。そして、フランスの1部リーグトップ14のRCトゥーロンに移籍。RCトゥーロンでは2012-13, 2013-14, 2014-15の各シーズンでのヨーロピアンラグビーチャンピオンズカップ(2013-14シーズンまではハイネケンカップ)三連覇に貢献。
2015年、ワラビーズのヘッドコーチマイケル・チャイカが60キャップ以上ワラビーズでプレーしていればスーパーラグビーでプレーしていなくても代表に選出できると発表し、ザ・ラグビーチャンピオンシップ初戦、ブリスベンでのスプリングボクス戦で代表復帰(ほかにドリュー・ミッチェルも復帰したが、ギタウの代表復帰をチェイカがかつてから望んでいたため「ギタウ・ルール」とも呼ばれる)。
ワールドカップでは全7試合中6試合に出場し、準々決勝のスコットランド戦でキャプテンのスティーブン・ムーアとともに、100キャップを迎えた。決勝ではけがのため前半26分で下がったが、チームの準優勝に貢献した。
2016年のザ・ラグビーチャンピオンシップのスコッドにギタウは選出されたが、初戦のオールブラックス戦では、12番で先発したが、前半11分にけがで下がった。
2017年、RCトゥーロンを退団し同年5月にはトップリーグのサントリーサンゴリアスに加入することが発表された。
2017.18年のサントリーのトップリーグ連覇、レギュラーSOとして貢献した。
2020年、サントリーサンゴリアスを退団した。
2021年、メジャーリーグラグビーLAギルティニスに加入。同年8月、現役を引退した。
2022年1月、LAギルティニスで現役復帰。

## 受賞歴
- 2017-18 ベストフィフティーン